# Wangfujing
Wangfujing (xinès simplificat i tradicional: 王府井, pinyin: Wángfǔjǐng, literalment 'pou de la mansió del príncep'), és un conegut carrer comercial del Districte de Dongcheng, a la ciutat xinesa de Beijing. La major part de l'àrea comercial es troba tancada al pas de vehicles, i és una de les zones més populars de la ciutat tant per a residents com per a turistes. Des de mitjan Dinastia Ming hi han hagut activitats comercials en la zona. Durant la dinastia Qing, es van construir deu mansions aristocràtiques i la residència de la princesa, poc després del descobriment d'un pou ple d'aigua dolça, que donaria nom a l'indret. Wangfujing és també una de les zones tradicionals del centre de Beijing, juntament amb Liulichang.

## Localització
El carrer comença en Wangfujing Nankou, l'entrada sud, on se situen l'Oriental Plaza, el Beijing Hotel i l'eixida nord de l'Estació de Wangfujing del Metro. A la direcció nord es troben la llibreria Wangfujing Xinhua, el Beijing Department Store i la Llibreria d'idiomes estrangers de Beijing, fins a acabar en la Xin Dong An Plaza i l'Església de Sant Josep, la primera església catòlica de la Xina continental, i que fou fundada pels portuguesos al segle xvii.

## Història

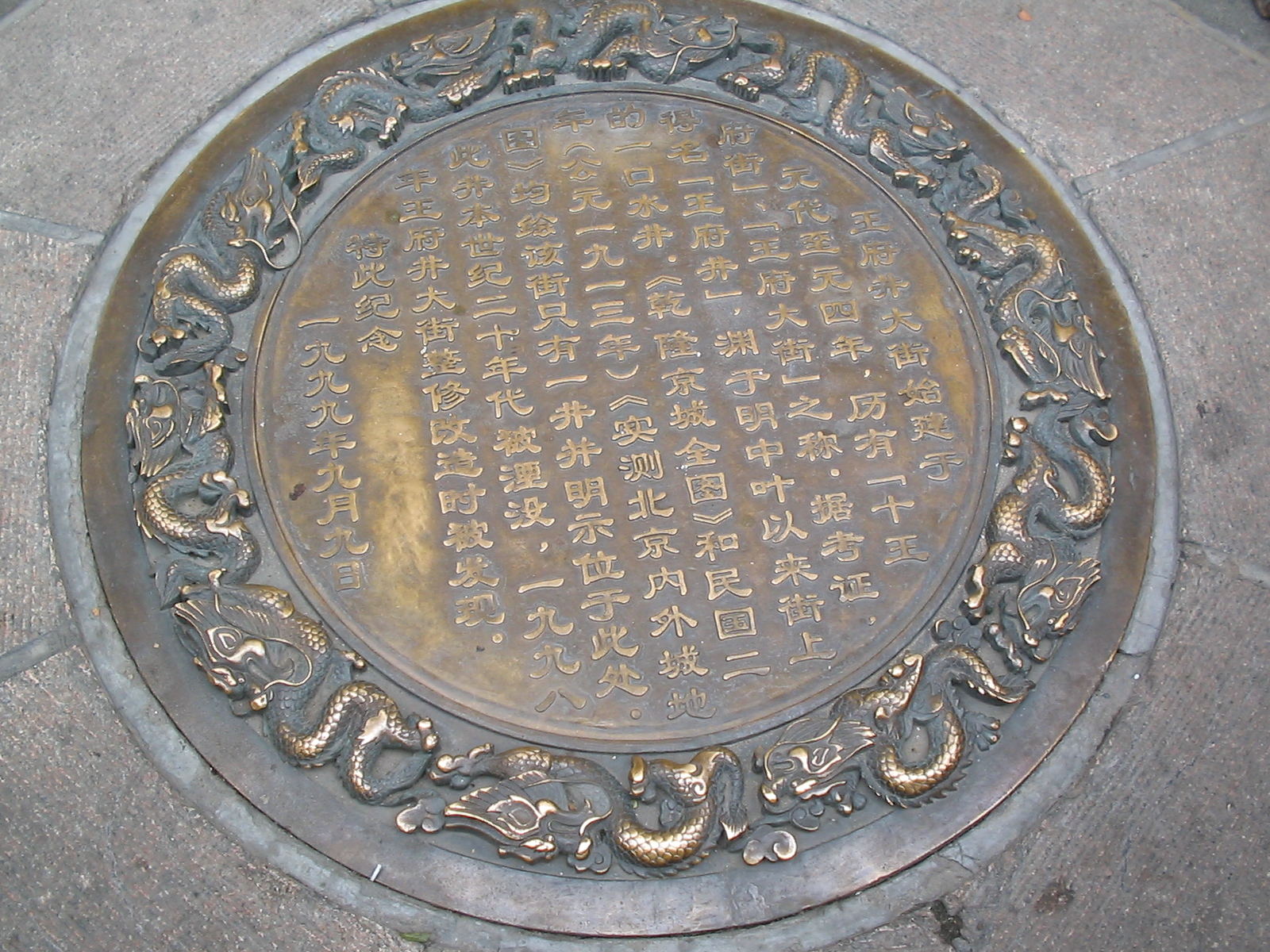
El Pou de Wangfu, nom del que deriva Wangfujing

L'àrea havia tingut la presència estrangera des d'antic. L'església de Sant Josep va ser construïda pels portuguesos al segle xvii. Una de les poques mesquites de la ciutat, Qing Zhen Si, es va situar a l'oest del carrer entre 1875 fins a 1908. El 1902 es va crear el Mercat Dong'an, a partir d'una sèrie de reformes al carrer Dong An.
Wangfujing evolucionaria amb el canvi de segle. Al final de la dinastia Qing, el carrer estava format per una sèrie de hutongs en un camí de terra, introduint-se les llambordes el 1905. La presència de tropes estrangeres a la ciutat a partir de la Rebel·lió dels Bòxers va portar a l'establiment de comerços regentats per estrangers, els yanghang. La creació de la República de la Xina el 1912, portaria a l'establiment de funcionaris en la zona, portant més activitat al carrer. A la dècada dels anys 1920, el carrer es converteix en una de les primeres àrees de la ciutat en disposar d'il·luminació pública. Els comerciants també utilitzarien l'electricitat per a decorar façanes i publicitar-se.
Des d'aquella dècada i fins a mitjan segle xx, el carrer va ser conegut entre la comunitat estrangera, com Morrison Street, en honor del periodista australià George Ernest Morrison. Per aquelles dates posteriors a la Primera Guerra Mundial, el carrer esdevingué una espècie d'enclavament transnacional a la ciutat. Una botiga anglesa arribà a posar un senyal de carrer amb el nom anglés en la façana, fet que fou ignorat per la majoria de xinesos, però que fou vist com un exemple de l'apropiació cultural que occident exercia sobre una República de la Xina semi-colonial.
Durant l'ocupació japonesa del 1937, moltes institucions locals són substituïdes per comerços japonesos. Amb la creació de la República Popular de la Xina, desapareixen els captaires, i s'eliminen els rètols en idiomes estrangers. Els comerços amb noms tradicionals també es substitueixen per altres més revolucionaris, procés que s'incrementaria durant la Revolució cultural, quan es produeix un canvi de nom de Wangfujing per Renminlu, carrer del poble. A partir del 1954 es produeix un procés de nacionalització, i el Gran Salt Endavant provocaria una caiguda en l'activitat comercial. Tot i això, el 1955 s'obri el Beijinshi Baihuo Dalou, més conegut a occident pel nom anglés Beijing Department Store, que fou el primer gran magatzem de la Xina socialista. En el primer dia va acollir a 160.000 visitants sense fer cap tipus de promoció o publicitat.

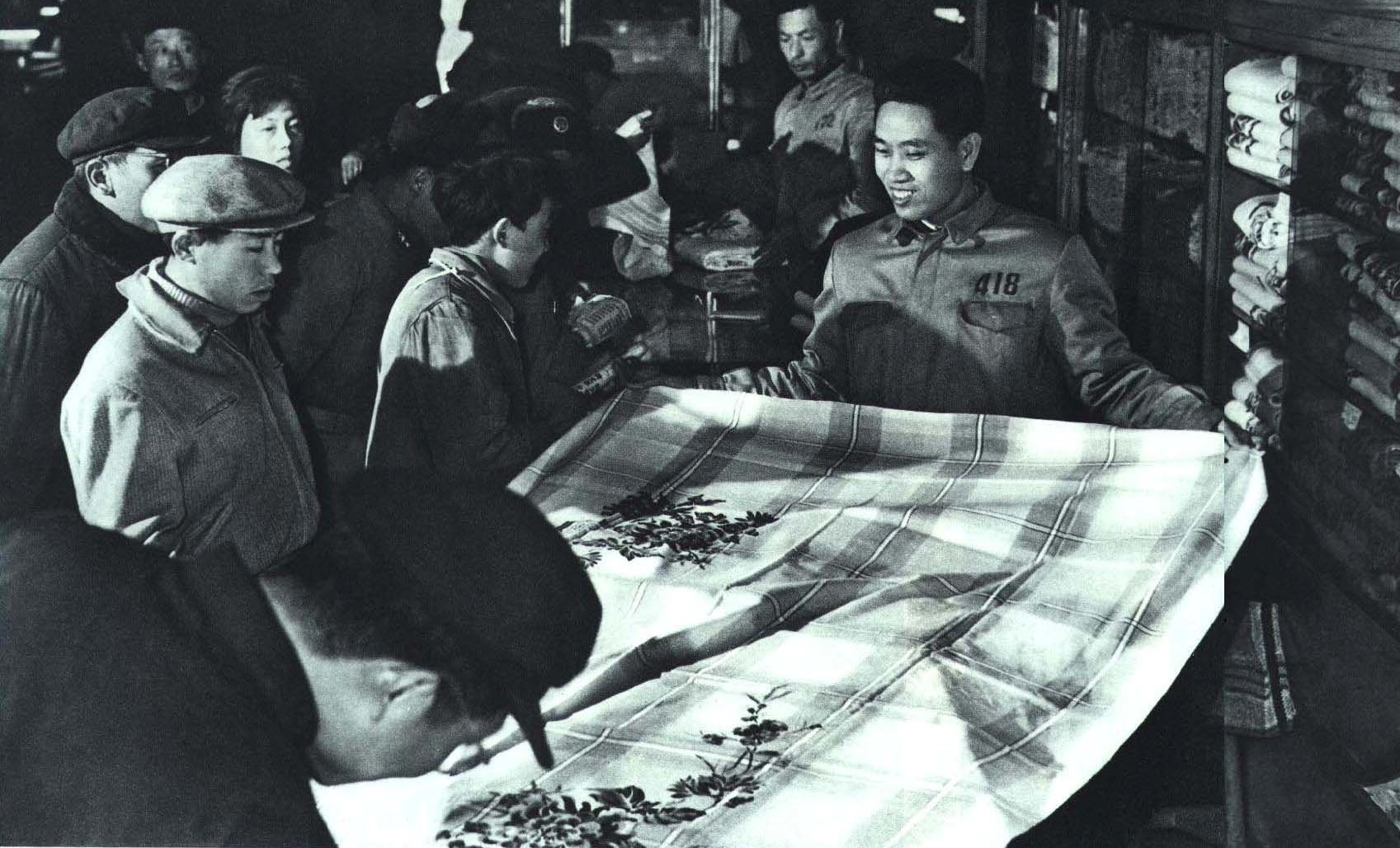
Fotografia del Wangfujing Baihuo, actual Beijing Baihuo, publicada al Renmin Huabao el 1965.

A partir del 1978 i les reformes econòmiques, el carrer es torna a obrir a productes i modes estrangeres. A partir dels anys 80 s'obrin hotels a la zona, i el 1992 s'obri el primer McDonalds de la Xina, amb 40.000 clients el dia inaugural.
Durant la major part del segle xx, el carrer va simbolitzar la vida urbana i cosmopolita de la capital, on es podia consumir modernitat, superant a Qianmen com a gran centre comercial del centre de la ciutat. A partir de la dècada del 1990, es produeixen una sèrie de millores en la fesomia del carrer, emmarcades en la major obertura del al mercat. Així, el 1992 Wangfujing esdevé un dels Districtes Centrals de Negocis de la capital. La transformació del carrer coincideix amb l'entrada d'inversors de Hong Kong, per la qual cosa molts dels projectes fets en aquell moment estan inspirats en els districtes comercials hongkonesos, com el tancament del carrer al trànsit, i la remodelació del mercat Dong'An. Fins a finals de la dècada del 1990, el carrer estava obert al trànsit. Les modificacions dels anys 1990 i 2000 van impedir el pas dels vehicles, a excepció del tramvia, en gran part de Wangfujing. El trànsit es desvia cap a l'est del carrer.

## Comerços
Wangfujing conté botigues d'unes 280 marques famoses de Beijing, com la botiga de barrets Shengxifu, la botiga de sabates Tongshenghe, la botiga de roba de seda Ruifuxiang, o la casa de te Wuyutai. També es troba al carrer l'estudi de fotografia que va prendre fotos formals dels primers dirigents xinesos, i el New China Woman and Children Department Store, establit gràcies al suport de Soong Ching-ling (Madame Sun Yat-sen).
Situada en hutongs just a l'oest del carrer principal, es troba una àrea de restaurants i llocs de menjar coneguda com a Wangfujing Snack Street. Els llocs de menjar ofereixen una gran varietat de menjar de carrer comú i exòtic. Els plats més populars són el chuanr i postres com el tanghulu.
Més al nord i perpendicular a Wangfujing es trobava el carrer Donghuamen, que tenia un mercat d'aliments nocturn tancat el 2016.

## Transport

### Metro
Wangfujing té una estació en la Línia 1 del Metro de Pequín, situada al sud del carrer, que està a una parada a l'est de la Plaça de Tiananmen.

## Galeria

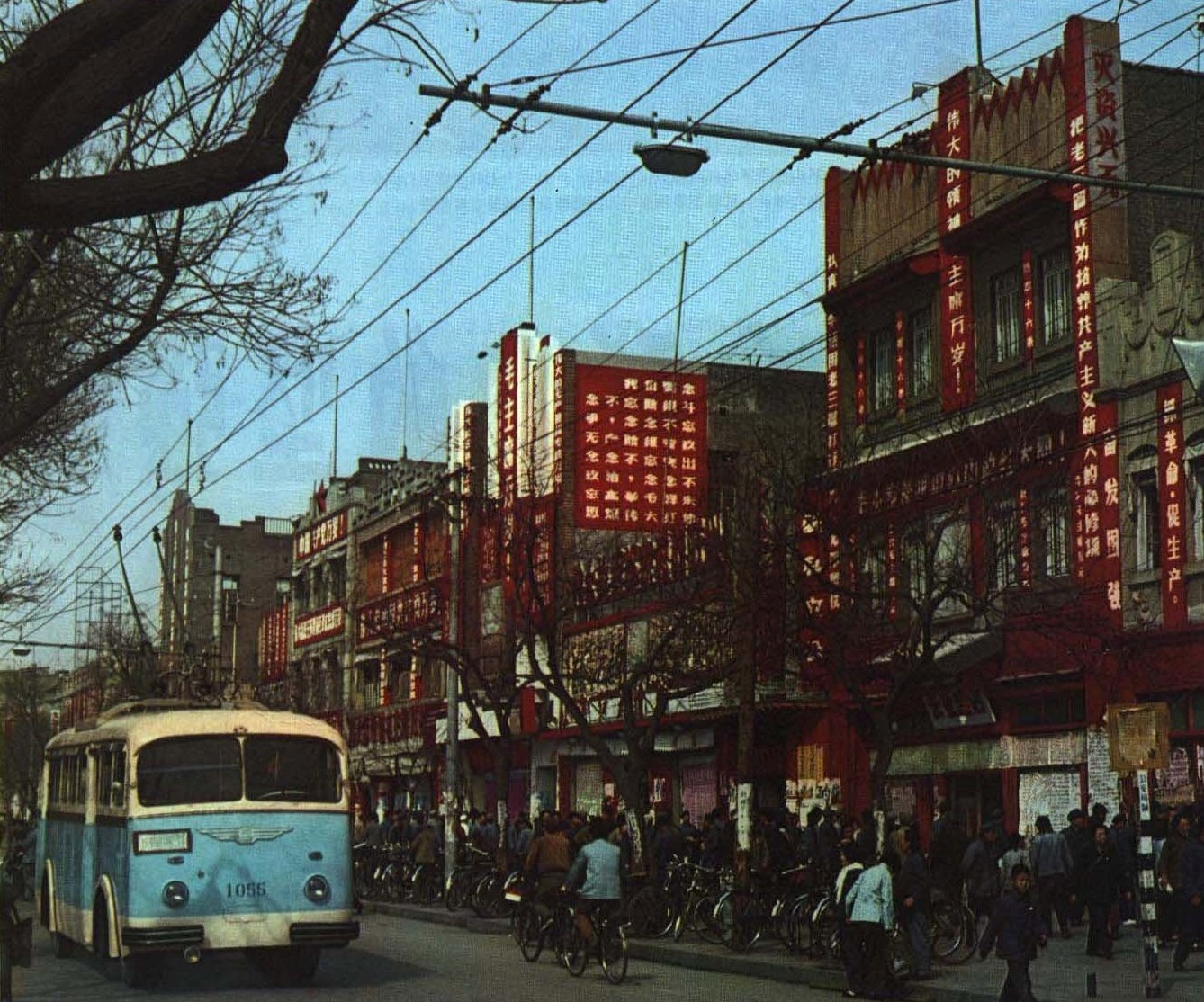
Wangfujing el 1967.
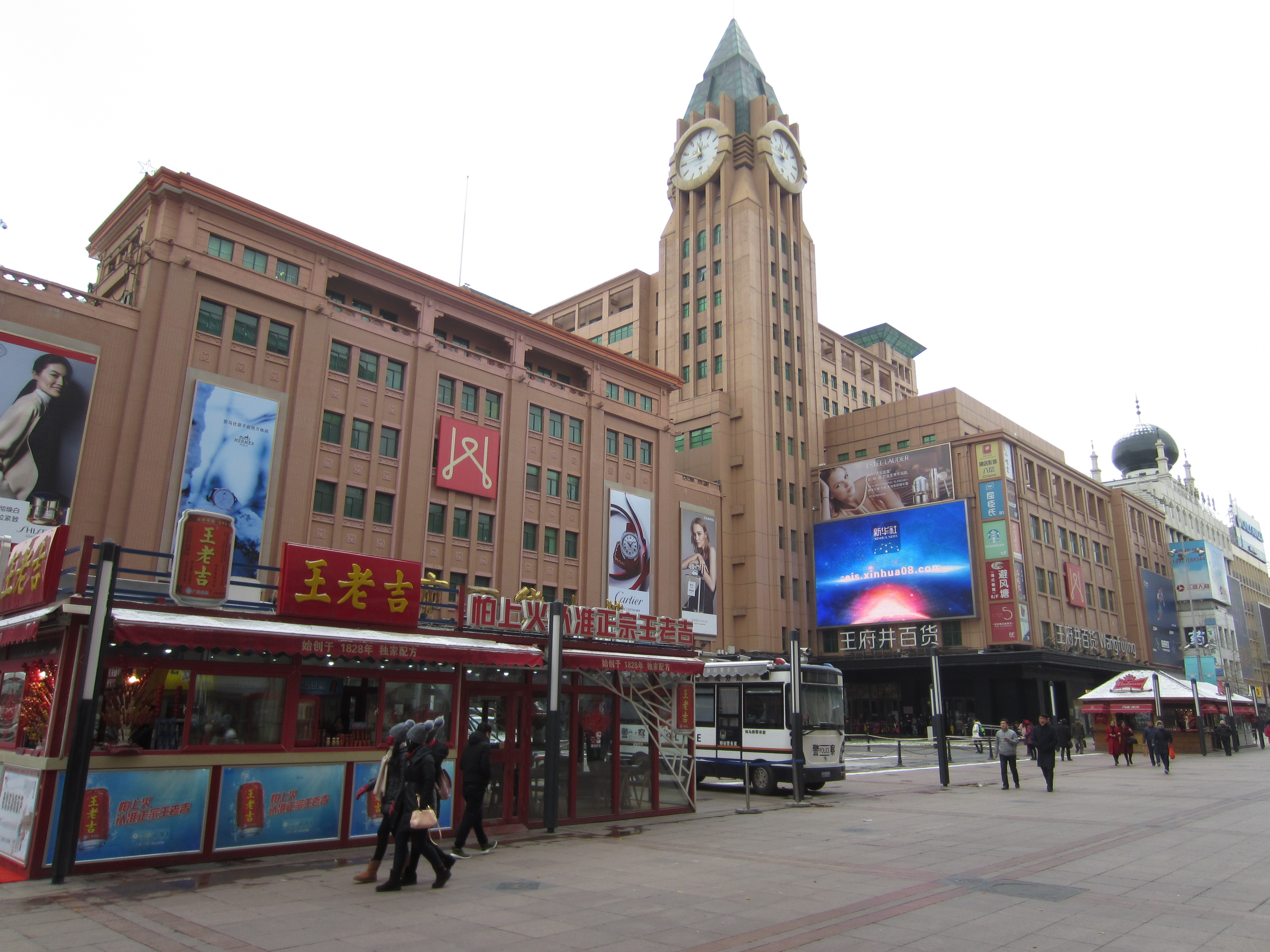
Beijinshi Baihuo.
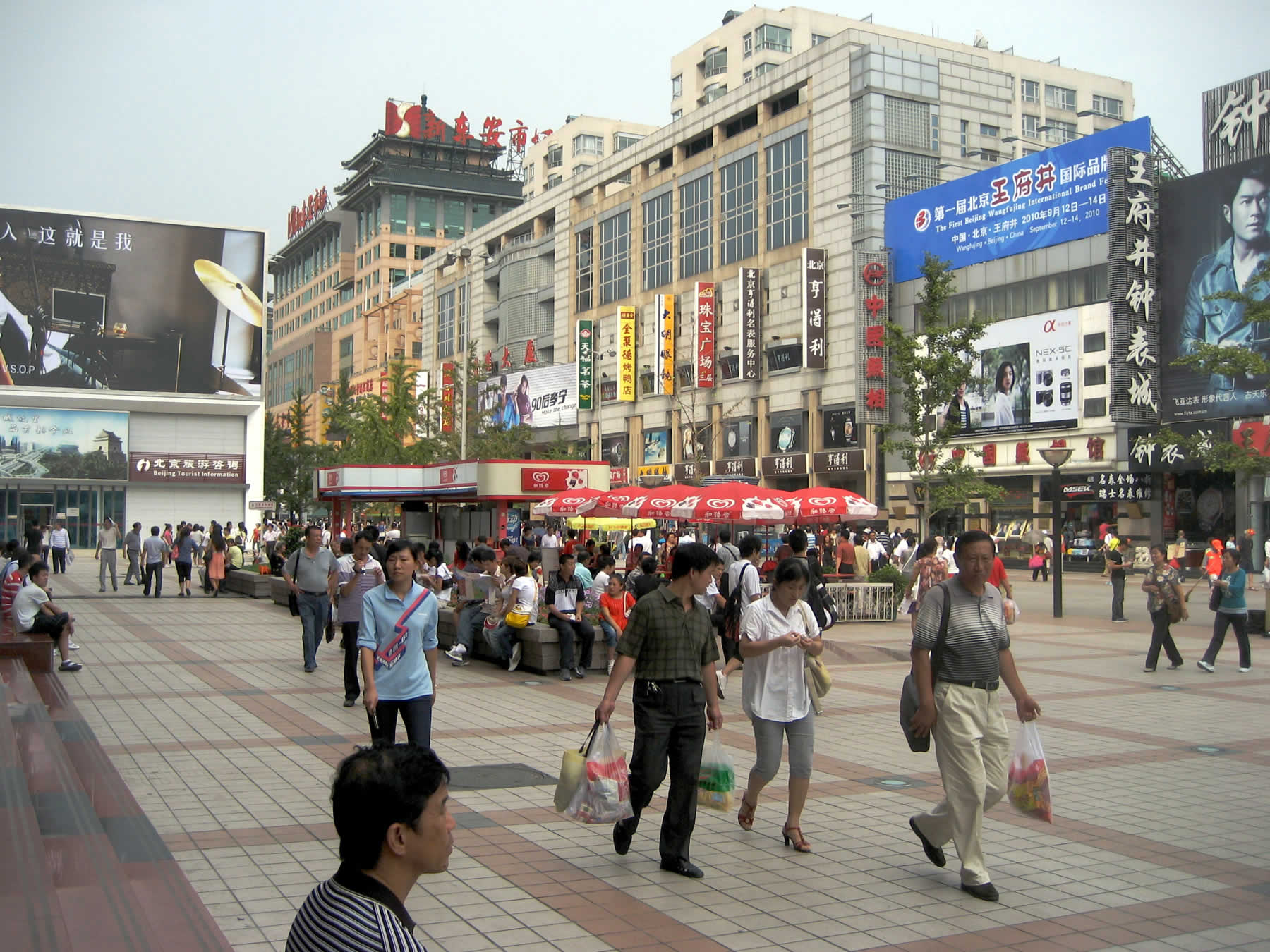
Wangfujing Dajie.
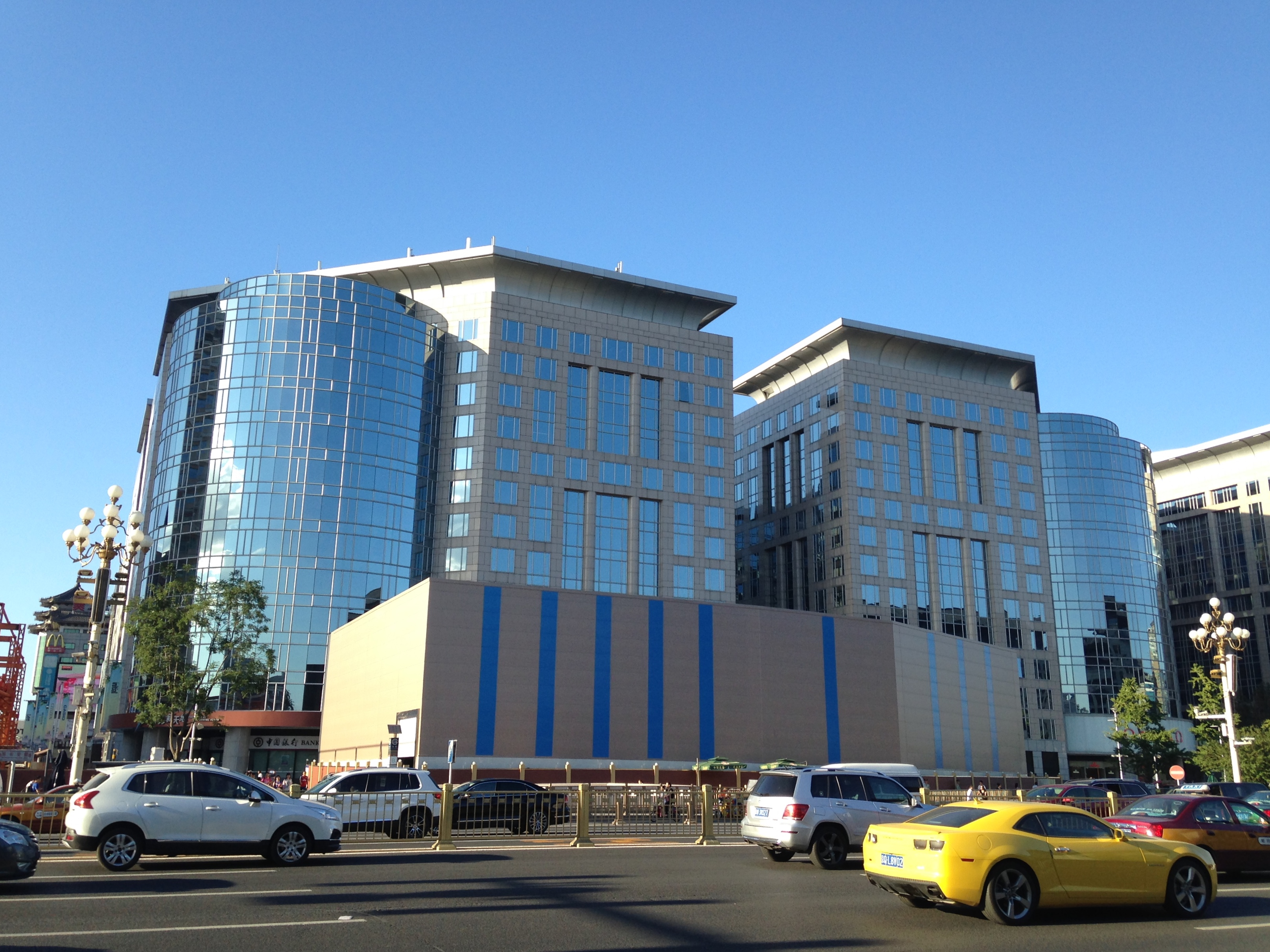
Oriental Plaza.
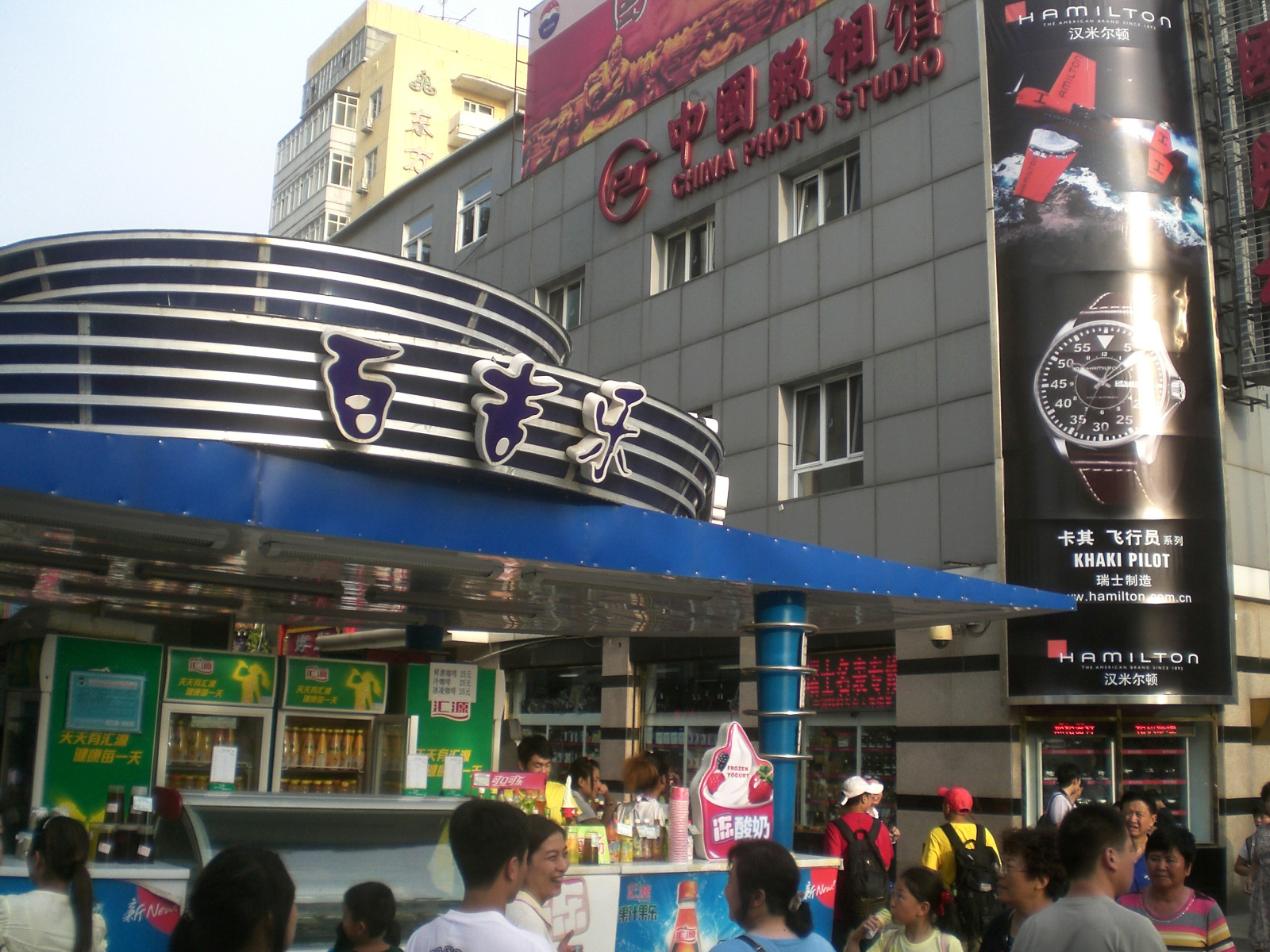
Zhongguo Zhaoxiangguan, o China Photo Studio.
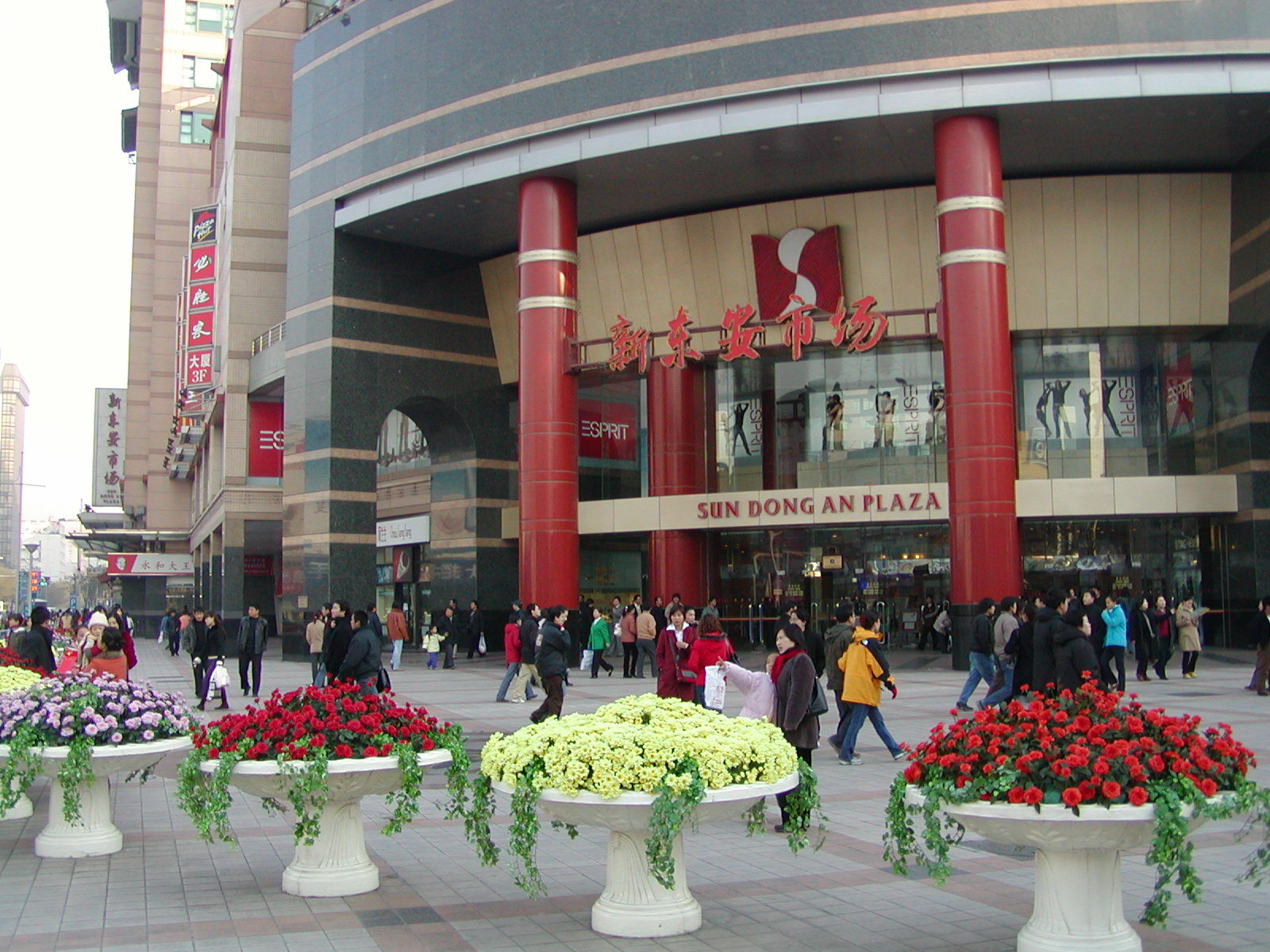
Sun Dong'an.